# ジェレミー・パウエル
ジェレミー・ロバート・パウエル（Jeremy Robert Powell, 1976年6月18日 - ）は、アメリカ合衆国カリフォルニア州ミラダ出身の元プロ野球選手（投手）。
2005年の登録名は「JP」。

## 経歴

### プロ入りとエクスポズ時代
1994年、ハイランズ高校からドラフト4巡目（全体112位）でモントリオール・エクスポズに入団。
1998年にメジャーデビュー。

### パドレス傘下時代
2000年のオフにサンディエゴ・パドレスへ移籍。
2001年、3Aポートランドでプレーした。

### 近鉄時代
2001年6月7日、ショーン・ギルバートと共に大阪近鉄バファローズに入団。4勝しかできなかったもののローテーションを守り、リーグ優勝に貢献。9月29日の対千葉ロッテマリーンズ戦で、日本シリーズのために練習として打席に立つと、犠打が結果的に内野安打となったため、来日初打席初安打を記録している。指名打者制導入以後において近鉄の投手が打席に立って安打を記録するのはこれが最初で最後。ヤクルトスワローズとの日本シリーズでは第1戦・第5戦で先発登板を果たしたものの、両試合とも敗戦投手となった。なお近鉄は後述の通り合併して55年の歴史に幕を閉じたことから、この日本シリーズが最後の日本シリーズとなり、最後の先発投手及び最後の敗戦投手となった。
2002年には17勝10敗、182奪三振で最多勝・最多奪三振・最優秀投手を獲得、ベストナインにも選出された。この年はケビン・ホッジス（ヤクルト）も17勝で最多勝となっており、史上2度目となる「セ・パ両リーグで外国人投手が最多勝に輝く」こととなった。
2003年は前年より成績を落としたものの14勝を挙げる。
2004年はさらに成績を落として8勝に終わる。

### オリックス時代
2004年のプロ野球球団合併問題によって、分配ドラフトでオリックス・バファローズへ移籍。
2005年から仰木彬の勧めで登録名をJPに変更する。開幕前には川越英隆、ケビン・バーン（登録名はケビン）と共に先発三本柱として期待され、チーム最多の14勝を挙げた。また、チーム唯一の規定投球回到達投手だった。同年から始まったセ・パ交流戦では、5月11日の対読売ジャイアンツ戦（東京ドーム）で、交流戦における投手第1号本塁打を内海哲也から放った。シーズンオフに残留交渉が難航し、12月2日に自由契約となる。

### 巨人時代
2005年12月15日、読売ジャイアンツへの入団が発表され、登録名を本名に戻した。
2006年は開幕から先発ローテーションに入り、3試合連続完投勝利、初めの2回は2連続完封を含む4連勝で4月の月間MVPを獲得。5月9日の対オリックス・バファローズ戦でも先発し、8回4失点で古巣から勝利を挙げた。しかし、6月2日の対西武ライオンズ戦（東京ドーム）で高山久に頭部死球を与えて初の危険球退場となった。後半戦は勝ち星をのばせなかったが、2年連続で二桁勝利をあげた。
2007年、キャンプ中に右膝半月板を損傷し、帰国して修復手術を受けた。フェニックスのトレーニング施設でリハビリを続け、5月28日に再来日。首脳陣の投手の谷間先発起用、本人の「完璧な状態に戻したい」という意向も重なり、昇格は7月28日の対広島東洋カープ戦にまでずれ込んだ（5回3失点）。登板した試合では打ち込まれ、手術の影響が心配された反面、広いナゴヤドームでは9回1失点に抑えて9三振を奪っている。結局レギュラーシーズンで勝ち星を挙げることはできず、来日後初の未勝利に終わった。同年11月29日、デーモン・ホリンズ、ジェレミー・ゴンザレスと共に戦力外通告を受け、11月30日に自由契約公示された。

### ソフトバンク時代
二重契約問題（下記参照）を経た後、2008年3月4日に福岡ソフトバンクホークスの支配下選手として公示された。
開幕には間に合わなかったが、4月15日の対オリックス戦で登板し、6回2失点に抑えて初勝利を挙げた。しかし、その後は右膝手術の影響で調子が上がらず、大半をウエスタン・リーグで過ごした。2勝6敗と期待を大きく裏切り、10月12日に2度目の戦力外通告を受けた。

### パイレーツ傘下時代
2009年1月7日にピッツバーグ・パイレーツとマイナー契約を交わした。オフの11月9日にFAとなったが、12月14日にパイレーツとマイナー契約で再契約を結んだ。
2010年はパイレーツのキャンプに3Aの招待選手として参加した。シーズン終了後の11月6日にFAとなり、現役を引退。

### 現役引退後
引退後はマイアミ・マーリンズ傘下の各球団で指導者の道を歩み、2012年からはルーキー級GCLマーリンズ、2014年からはA-級グリーンズボロ・グラスホッパーズ、2016年からはA+級ジュピター・ハンマーヘッズ、2018年からはAAA級ニューオーリンズ・ベビーケークス、2021年からは新たにAAA級格付けとなったジャクソンビル・ジャンボシュリンプで投手コーチを務めている。

## 人物
2001年 - 2005年の背番号25は、自身が来日したときの年齢に由来する。
巨人移籍で登録名を本名に戻したが、巨人でもオリックス時代と同様に「JP」と呼ばれることがあった。
本人によると、持ち球の落差のあるカーブは少年時代でしか投げていなかったものだったが、プロ野球でその必要性を感じ、解禁したのだという。

## 乱闘騒ぎ
2002年10月10日、千葉マリンスタジアムでの対ロッテ戦でパウエルがロッテ堀幸一、初芝清に死球を与えたことから両軍がベンチから一斉に飛び出しマウンド上で小競り合いに。一旦は収まりかけたが、その後、パウエルとロッテのコーチ山下徳人が殴りあいになり、両チーム総出の大乱闘に発展。パウエルは暴力行為で退場処分となったが、山下は処分を免れた。
また退場にはなっていないが、2006年と2008年には楽天の山崎武司の死球を巡って両者が詰め寄り乱闘寸前の騒ぎを起こしている。

## 二重契約問題
2008年1月11日にオリックス・バファローズが入団合意を発表。年俸約5500万円（推定）＋出来高払いの単年契約で、背番号は50となり、メディカルチェックを経て近日中に正式契約を結ぶ予定だった。それまでの球界の常識として「獲得を発表した選手には手を出さない」のが暗黙のマナーであったが、1月29日に福岡ソフトバンクホークスが獲得の発表を行った。これに対しオリックスは「問題がある」としてパシフィック・リーグ連盟（パ・リーグ）に異議申し立てを行った。この時点ではオリックス球団公式サイトの選手名簿や、春季キャンプ参加メンバーにパウエルも背番号と顔写真付きで掲載されていた。
オリックス側は「球界の暗黙の良識の根幹を揺るがす事態」であり、22日早朝にファックスで送られた自署入りの契約書のコピーが契約合意の根拠と主張した。パウエルの行為は二重合意で、ソフトバンクの獲得取り下げと不当性を訴えた。オリックス球団本部長の中村勝広も「寝耳に水。契約の盲点を突かれた」と漏らしたほか、清原和博からは「登録名を『お金』にしろ」と皮肉られた。一方、ソフトバンク側は「日本では統一契約書が正式な所属を決定付ける唯一の物」と主張し、署名・押印も済ませた統一契約書を持っていることを根拠とした。
オリックスの異議申し立てを受け、パ・リーグは1月30日に両チームから事情聴取を行った。その結果、パ・リーグ会長の小池唯夫は「両球団とも正当な手続きを踏んでおり、二重契約である可能性が濃厚」との判断を示し、両球団で持ち帰って再検討するように指示した。この判断に対し、オリックス側は契約の有効性が認められたことから「前進した」と評価したものの、「こんなことがまかり通れば『外国人天国』になる」と懸念を示した。
その後、両球団での解決の進展が全く見出せなかったため、2月4日に小池は、パウエルのソフトバンクへの支配下選手登録申請を認める見解を示し、両球団に勧告した。球界を混乱させたという点を重視し、申請の受理は6月23日以降として実質的に、パウエルの開幕から3ヶ月間の出場停止措置を取った（ただしオリックス側の合意があればそれ以前の受理も可能とした）。この勧告に対してオリックス側は「何の解決にもならない」と不満を示し、ソフトバンク側も受け入れる姿勢を見せたものの、二重契約との印象を植え付けたとしてパ・リーグを批判した。
2月5日にパウエルが来日して記者会見を行い、二重契約はしておらずソフトバンクとの契約は正当だと主張。オリックスがフィジカルチェック後にチーム側に有利になるよう契約内容の変更を求めてきたと発言し、「不誠実で道義に反していた」と契約を破棄した理由を説明した。結局、この勧告でも解決には至らなかったため、2月13日にオリックスが「球界に悪しき前例を残さないため」としてコミッショナー代行・根來泰周へ向けて提訴状を提出した。この提訴を受けて根来は、2月21日に小池が提示した勧告の提示を白紙に戻すことを表明し、改めて判断を示すこととなった。同日にはパウエルの代理人が会見し、オリックス側がパウエルにファックスで送信した文書は統一契約書でサインが必要な1・4ページのみで、中間の2・3ページは提示されておらず、「手続きには法的に非常に問題がある」と主張した。
2月27日、根來は両球団から提出された支配下選手登録申請を不承認とした上で、改めてパウエルと合意を取り付けた球団の申請を認めるように小池へ要請した。小池もこれに従うこととなり、パウエルのソフトバンク入団が事実上確定した。根來は今回の事件を契機として、外国人選手との契約についての対策を考慮するように実行委員会へ提案することを明らかにした。ソフトバンクは実質的に主張を認められたとして「勝訴」と受け止め、提訴が結果的に仇となったオリックスは、中村が「予想外。最悪の結末だ」と語ったものの、コミッショナー代行の判断ということもあって、この決定を受け入れる姿勢を示した。
パ・リーグは、前回の反省から支配下選手登録には統一契約書の他にパウエル本人の意思確認文書が必要とし、ソフトバンクが改めて申請を提出。同年3月4日、パウエルは福岡ソフトバンクホークスの支配下選手として公示され、正式に所属となった。

## 詳細情報

### 年度別投手成績
| 年 度    | 球 団        | 登 板 | 先 発 | 完 投 | 完 封 | 無 四 球 | 勝 利 | 敗 戦 | セ 丨 ブ | ホ 丨 ル ド | 勝 率 | 打 者 | 投 球 回 | 被 安 打 | 被 本 塁 打 | 与 四 球 | 敬 遠 | 与 死 球 | 奪 三 振 | 暴 投 | ボ 丨 ク | 失 点 | 自 責 点 | 防 御 率 | W H I P |
| -------- | ------------ | ----- | ----- | ----- | ----- | -------- | ----- | ----- | -------- | ----------- | ----- | ----- | -------- | -------- | ----------- | -------- | ----- | -------- | -------- | ----- | -------- | ----- | -------- | -------- | ------- |
| 1998     | MON          | 7     | 6     | 0     | 0     | 0        | 1     | 5     | 0        | 0           | .167  | 112   | 25.0     | 27       | 5           | 11       | 0     | 4        | 14       | 0     | 0        | 25    | 22       | 7.92     | 1.52    |
| 1999     | MON          | 17    | 17    | 0     | 0     | 0        | 4     | 8     | 0        | 0           | .333  | 438   | 97.0     | 113      | 14          | 44       | 2     | 8        | 44       | 4     | 1        | 60    | 51       | 4.73     | 1.62    |
| 2000     | MON          | 11    | 4     | 0     | 0     | 0        | 0     | 3     | 0        | 0           | .000  | 121   | 26.0     | 35       | 6           | 9        | 0     | 0        | 19       | 1     | 0        | 27    | 23       | 7.96     | 1.69    |
| 2001     | 近鉄         | 14    | 14    | 0     | 0     | 0        | 4     | 5     | 0        | 0           | .444  | 365   | 80.0     | 84       | 10          | 40       | 0     | 6        | 52       | 0     | 1        | 51    | 44       | 4.95     | 1.55    |
| 2002     | 近鉄         | 32    | 32    | 5     | 4     | 3        | 17    | 10    | 0        | 0           | .630  | 899   | 216.2    | 205      | 21          | 41       | 1     | 21       | 182      | 2     | 1        | 94    | 91       | 3.78     | 1.14    |
| 2003     | 近鉄         | 28    | 28    | 4     | 1     | 0        | 14    | 12    | 0        | 0           | .538  | 822   | 196.0    | 192      | 22          | 63       | 2     | 10       | 165      | 1     | 2        | 92    | 90       | 4.13     | 1.30    |
| 2004     | 近鉄         | 24    | 24    | 6     | 0     | 0        | 8     | 8     | 0        | 0           | .500  | 721   | 170.2    | 173      | 22          | 55       | 1     | 8        | 112      | 6     | 0        | 85    | 74       | 3.90     | 1.34    |
| 2005     | オリックス   | 28    | 28    | 5     | 2     | 0        | 14    | 12    | 0        | 0           | .538  | 839   | 200.0    | 201      | 20          | 55       | 0     | 10       | 160      | 1     | 0        | 86    | 78       | 3.51     | 1.28    |
| 2006     | 巨人         | 28    | 28    | 3     | 2     | 2        | 10    | 10    | 0        | 0           | .500  | 783   | 187.1    | 196      | 9           | 31       | 1     | 11       | 131      | 4     | 2        | 77    | 69       | 3.31     | 1.21    |
| 2007     | 巨人         | 7     | 7     | 0     | 0     | 0        | 0     | 2     | 0        | 0           | .000  | 191   | 40.1     | 52       | 3           | 12       | 3     | 7        | 20       | 0     | 0        | 27    | 26       | 5.80     | 1.59    |
| 2008     | ソフトバンク | 12    | 12    | 0     | 0     | 0        | 2     | 6     | 0        | 0           | .250  | 315   | 66.1     | 92       | 9           | 27       | 2     | 2        | 36       | 2     | 0        | 46    | 39       | 5.29     | 1.79    |
| MLB：3年 | MLB：3年     | 35    | 27    | 0     | 0     | 0        | 5     | 16    | 0        | 0           | .238  | 671   | 148.0    | 175      | 25          | 64       | 2     | 12       | 77       | 5     | 1        | 112   | 96       | 5.84     | 1.61    |
| NPB：8年 | NPB：8年     | 173   | 173   | 23    | 9     | 5        | 69    | 65    | 0        | 0           | .515  | 4935  | 1157.1   | 1195     | 116         | 324      | 10    | 75       | 858      | 16    | 6        | 558   | 511      | 3.97     | 1.31    |

- 各年度の太字はリーグ最高

### タイトル
- 最多勝利：1回 （2002年）
- 最多奪三振：1回 （2002年）
- 最高勝率：1回 （2002年）

### 表彰
- ベストナイン：1回 （2002年）
- 月間MVP：3回 （2002年5月、2002年6月、2006年4月）
- 最優秀投手：1回 （2002年）
- JA全農Go・Go賞：1回 （最多奪三振賞：2002年5月）
- オールスターゲーム優秀選手賞：1回 （2002年第2戦）

### 記録
- オールスターゲーム出場：1回 （2002年）

NPB投手記録
- 初登板・初先発・初勝利：2001年6月24日、対福岡ダイエーホークス15回戦（大阪ドーム）、6回5失点
- 初奪三振：同上、2回表にトニー・ミッチェルから
- 初完投勝利・初完封勝利：2002年6月1日、対オリックス・ブルーウェーブ9回戦（大阪ドーム）
- 毎回奪三振：2005年4月15日、対西武ライオンズ3回戦（スカイマークスタジアム）
- 1000投球回数：2006年8月11日、対広島東洋カープ13回戦（広島市民球場）、5回裏3死目に新井貴浩を右飛で達成　※史上306人目

NPB打撃記録
- 初打席・初安打：2001年9月29日、対千葉ロッテマリーンズ28回戦（千葉マリンスタジアム）、7回表に渡辺俊介から投手前内野安打
- 初本塁打・初打点：2005年5月11日、対読売ジャイアンツ2回戦（東京ドーム）、7回表に内海哲也から左越ソロ

### 背番号
- 49 （1998年 - 2000年、2008年）
- 25 （2001年 - 2005年）
- 42 （2006年 - 2007年）

### 登録名
- J.パウエル （2001年 - 2004年、2006年 - 2008年）
- JP （2005年）